# Gurami
Gurami (Osphronemus goramy) är en fiskart som beskrevs av Lacepède, 1801. Gurami ingår i släktet Osphronemus och familjen Osphronemidae. IUCN kategoriserar arten globalt som livskraftig. Inga underarter finns listade i Catalogue of Life.